# Akademische Festouvertüre

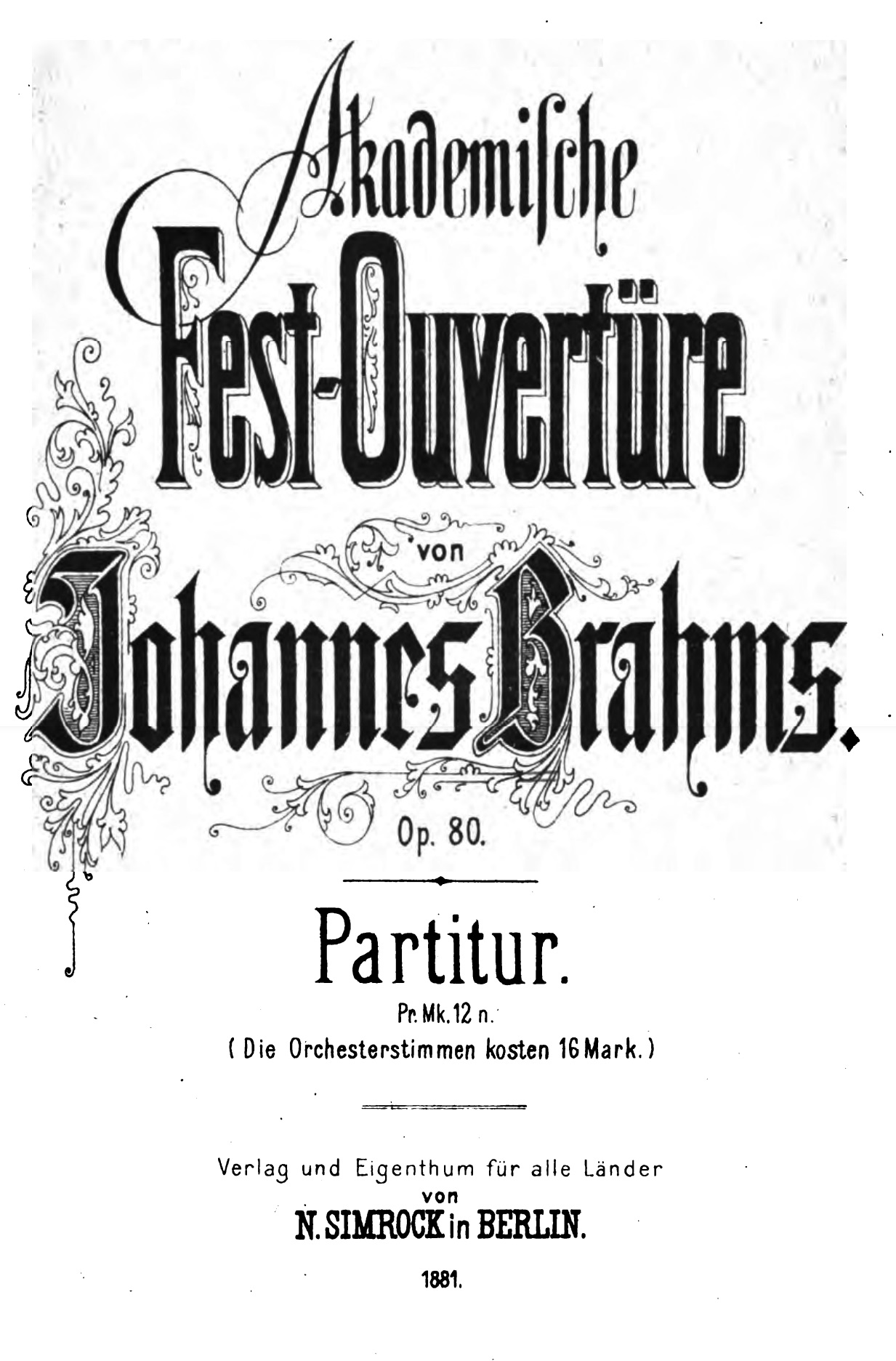
Akademische Festouvertüre, Titelseite des Partiturdrucks 1881

Die Akademische Festouvertüre c-Moll op. 80 ist eine Ouvertüre von Johannes Brahms. Sie entstand im Sommer des Jahres 1880 in Bad Ischl, zur gleichen Zeit wie die Tragische Ouvertüre d-Moll op. 81. Anlass zur Komposition der Festouvertüre war die Verleihung der Ehrendoktorwürde an Brahms durch die Universität von Breslau im Jahre 1879. Die Uraufführung fand am 4. Januar 1881 unter Brahms’ Leitung in Breslau statt. Im Vergleich zur Tragischen Ouvertüre gewann die Akademische Festouvertüre mehr an Beliebtheit.
Am 6. September 1880 schrieb Brahms an seinen Verleger Fritz Simrock: »…Die Akademische empfehle ich Ihnen aber für Militärmusik setzen zu lassen. Das lockt mich selbst, wenn ich nur genauer damit Bescheid wüßte…«  (Es wird wohl mangelndes Fachwissen über die Gegebenheiten der Militärmusik gewesen sein, das viele Komponisten davon abhielt. Johannes Brahms war wenigstens so ehrlich, dies zuzugeben.) Jedenfalls erschien eine Ausgabe für diese Besetzung, die der Breslauer Militärkapellmeister A. Reindel schuf; die aber erst 1889 veröffentlicht wurde. (siehe: Vorwort der Eulenburg-Partitur E.E. 4562)

## Zur Musik

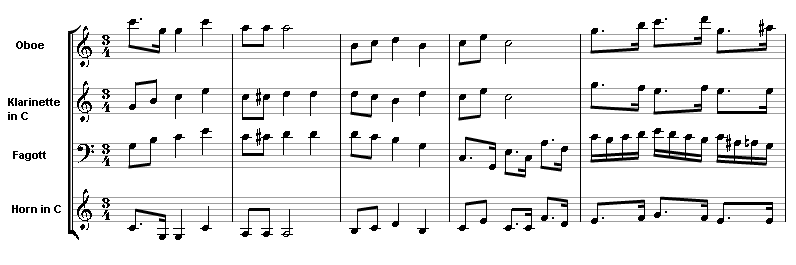
Noten des Gaudeamus igitur

Die Besetzung besteht aus 1  Piccoloflöte, 2 Flöten, 2 Oboen, 2 Klarinetten, 2 Fagotti, 1 Kontrafagott, 4 Hörnern, 3 Trompeten, 3 Posaunen, 1 Tuba, 3 Pauken in G, C und D, Schlagzeug (Große Trommel, Becken, Triangel) und Streichern.
Die Ouvertüre verarbeitet kontrapunktisch Zitate folgender Studentenlieder:
- Wir hatten gebauet ein stattliches Haus (bzw. Ich hab mich ergeben) – das Lied von der Auflösung der Urburschenschaft (in der Partitur Takt 64ff.)
- Alles schweige (Hört, ich sing das Lied der Lieder) – eine Phrase aus dem Landesvaterlied (in der Partitur Takt 129ff. sowie Takt 314ff.)
- Fuchsenritt (Was kommt dort von der Höh’) – das Fuchsenlied, im Volksmund auch bekannt als Ein Schneider fing ’ne Maus (in der Partitur Takt 157ff.)
- Gaudeamus igitur als Maestoso-Finale (in der Partitur Takt 379ff.)

Brahms selbst verglich die Akademische Festouvertüre und die Tragische Ouvertüre, als er einmal sagte, „die eine lacht, die andere weint“.